# Merény
Merény (1887-ig Vagendrüssel, szlovákul: Nálepkovo, korábban Vondrišel, németül: Wagendrissel) község Szlovákiában, a Kassai kerület Gölnicbányai járásában.

## Fekvése
Iglótól 19 km-re délkeletre, a Gölnic partján fekszik.

## Története
A falut 1290-ben a Máriássy család telepítette a szász jog alapján, ekkor említik először „Vagndruzel” alakban. Betelepítője egy Pecold nevű soltész volt. Első lakói szász bányászok voltak. 1332-ben a pápai tizedjegyzékben „Wogendrwssil” néven szerepel. 1358-ban városi rangot kapott, ekkor „Vagendrüzel” néven említik. A 16. században lakói felvették az evangélikus hitet, majd a 18. századtól a katolikusok és evangélikusok békésen éltek egymás mellett. A falu a 18. században indult fejlődésnek, amikor területén több vashámor is üzemelt. 1787-ben 261 házában 2 482 lakos élt.
A 18. század végén Vályi András így ír róla: „VÁGENDRÜSZEL. Német Mezőváros Szepes Vármegy. földes Ura Márjásy Uraság, lakosai katolikusok, és evangelikusok, fekszik Iglóhoz 1 mértföldnyire; határja sovány, de másként meglehetős módgyok vagyon a’ keresetre a’ vas bányák körűl, legelője elég, fája van mind a’ kétféle.”
A 19. században már vasolvasztó is üzemelt területén. 1828-ban 324 házát 2 383-an lakták. Lakói bányászok, vaskohászok, favágók voltak. 1847-ben Kornidesz Lajos a falu határában megalapította Feketehegy-fürdőt, mely az akkori Magyarország első klimatikus sós vízű fürdője és hideg vizes gyógyintézete volt. 1848-ban az épületek súlyos károkat szenvedtek.
Fényes Elek 1851-ben kiadott geográfiai szótárában így ír a városról: „Wagendrüssel, Szepes vm. német bányaváros, Iglóhoz dél-keletre 2 mfdnyire: 502 kath., 1881 evang. lak. Kath. és evang. parochia. Vasbányák, hámorok. F. u. a Marjássy nemzetség.”
1853-ra Lomnitzy Vilmos újjáépíttette a fürdő megrongálódott épületeit. 8 épületből állt, melyekben 180 vendégszoba volt. 8-14 C° hőmérsékletű, bővizű, kitűnő hegyi forrásai hideg vizes gyógyintézet létesítésére kiválóan alkalmassá tették. A fürdő 1881-ig üzemelt. A trianoni diktátumig Szepes vármegye Iglói járásához tartozott.
Német lakosságát a második világháború után kitelepítették.

## Népessége
| Év:            | 1994. | 2004.    | 2014.    | 2024.    |
| -------------- | ----- | -------- | -------- | -------- |
| Emberek száma: | 2411  | 2786     | 3219     | 3861     |
| Eltérés:       |       | +15,55 % | +15,54 % | +19,94 % |

| Év:            | 2023. | 2024.   |
| -------------- | ----- | ------- |
| Emberek száma: | 3816  | 3861    |
| Eltérés:       |       | +1,17 % |

1880-ban 2827-en lakták, ebből 2141 német, 22 magyar és 485 szlovák anyanyelvű.
1890-ben 2224-en lakták: 1625 német, 44 magyar és 553 szlovák anyanyelvű.
1900-ban 2103 lakosából 1463 német, 63 magyar és 537 szlovák anyanyelvű volt.
1910-ben 2 289-en lakták, ebből 1351 német, 165 magyar és 654 szlovák anyanyelvű.
1921-ben 1989 lakosából 1350 német, 14 magyar és 575 csehszlovák volt.
1930-ban 2285-en lakták: 1176 német, 25 magyar és 1023 csehszlovák.
1991-ben 2277 lakosából 1884 szlovák, 371 cigány és 3 magyar volt.
2001-ben 2626 lakosából 1859 szlovák, 725 cigány, 13 német és 7 magyar volt.
2011-ben 3039-en lakták, ebből 2551 szlovák, 406 cigány, 11 német, 2 magyar és 58 ismeretlen nemzetiségű volt.
2021-ben 3630 lakosából 3454 (+14) szlovák, 3 magyar, 52 (+42) cigány, 2 (+8) ruszin, 5 egyéb és 114 ismeretlen nemzetiségű volt.

## Neves személyek
- Itt született 1674. július 9-én Czelder Orbán kuruc brigadéros, akit 1717-ben a császáriak felségárulásért Kassán kivégeztek.
- Itt született 1831-ben Nagy Sándor református főiskolai tanár.
- Itt hunyt el 1923-ban Rösch Frigyes, Sopron tűzoltó főparancsnoka, főreáliskolai tanár, Sopron díszpolgára.
- Itt szolgált Szuszai Antal (1864-1917) katolikus pap, egyházi író.
- Itt is megfordult Gordán Gyuri betyár, zsivány.

## Nevezetességei
- Szent István király tiszteletére szentelt, római katolikus temploma 1763-ban épült a korábbi, 14. századi templom helyett.
- Evangélikus temploma 1785 és 1789 között épült.

## Képtár

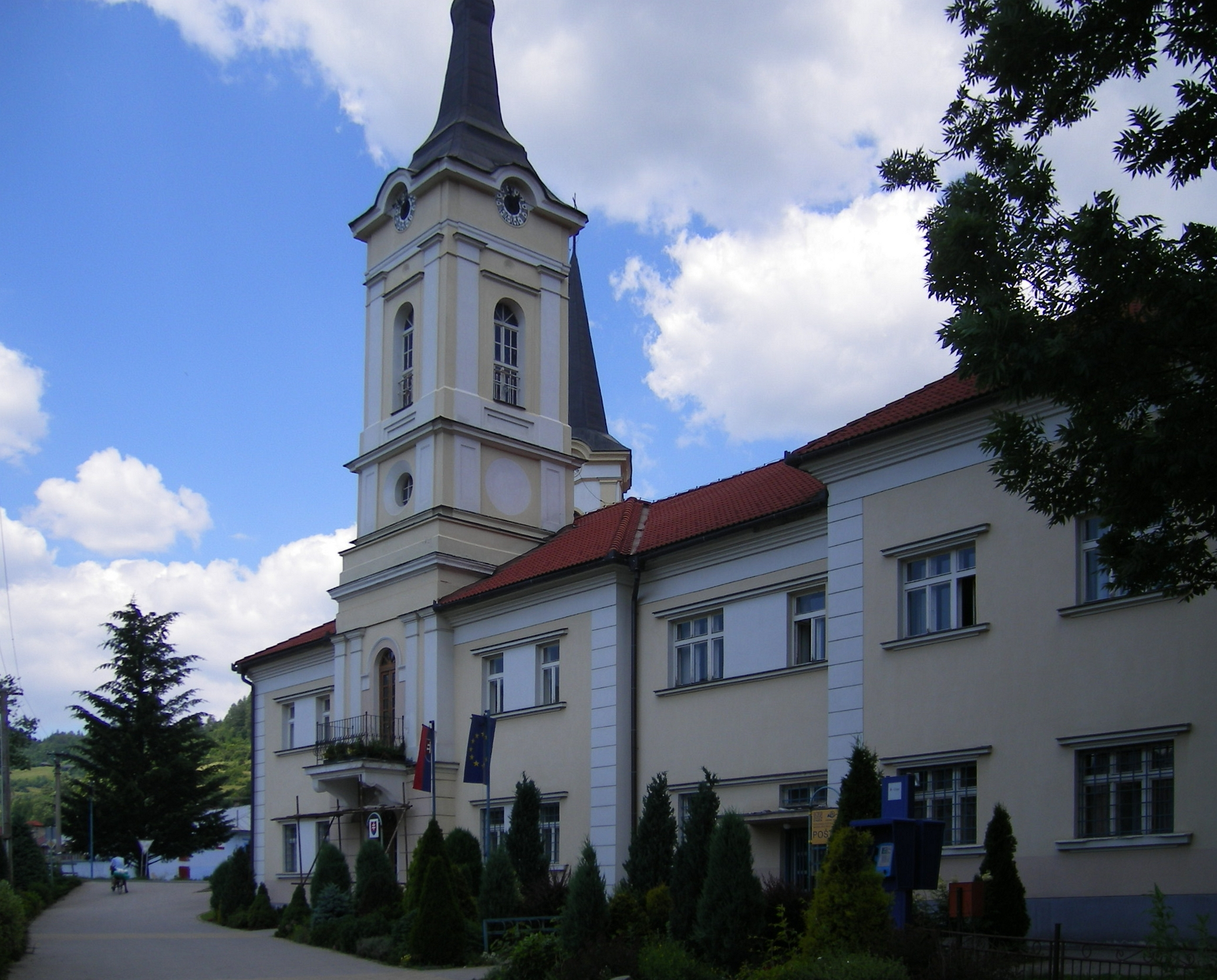
A községháza épülete
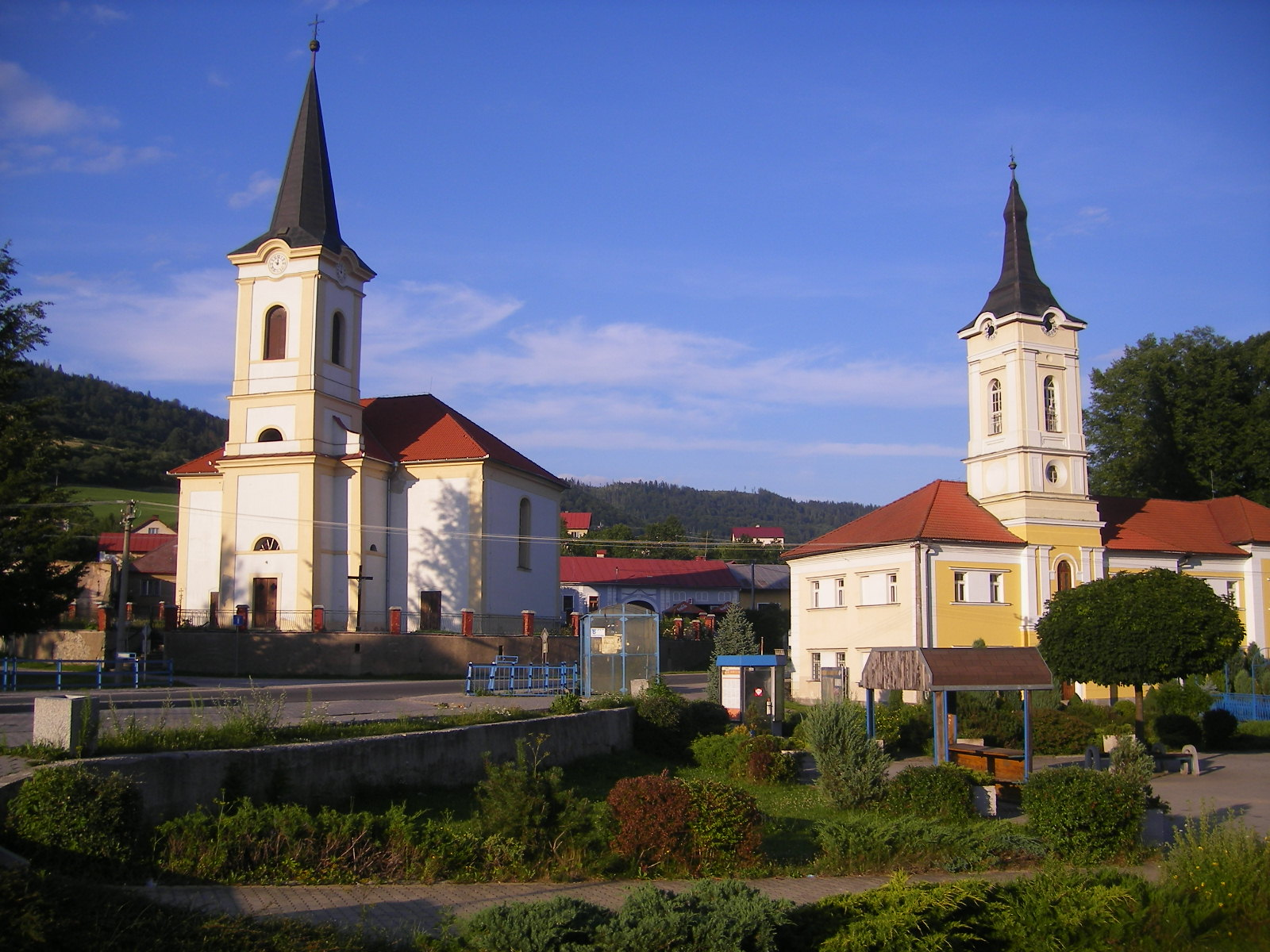
A község központjában
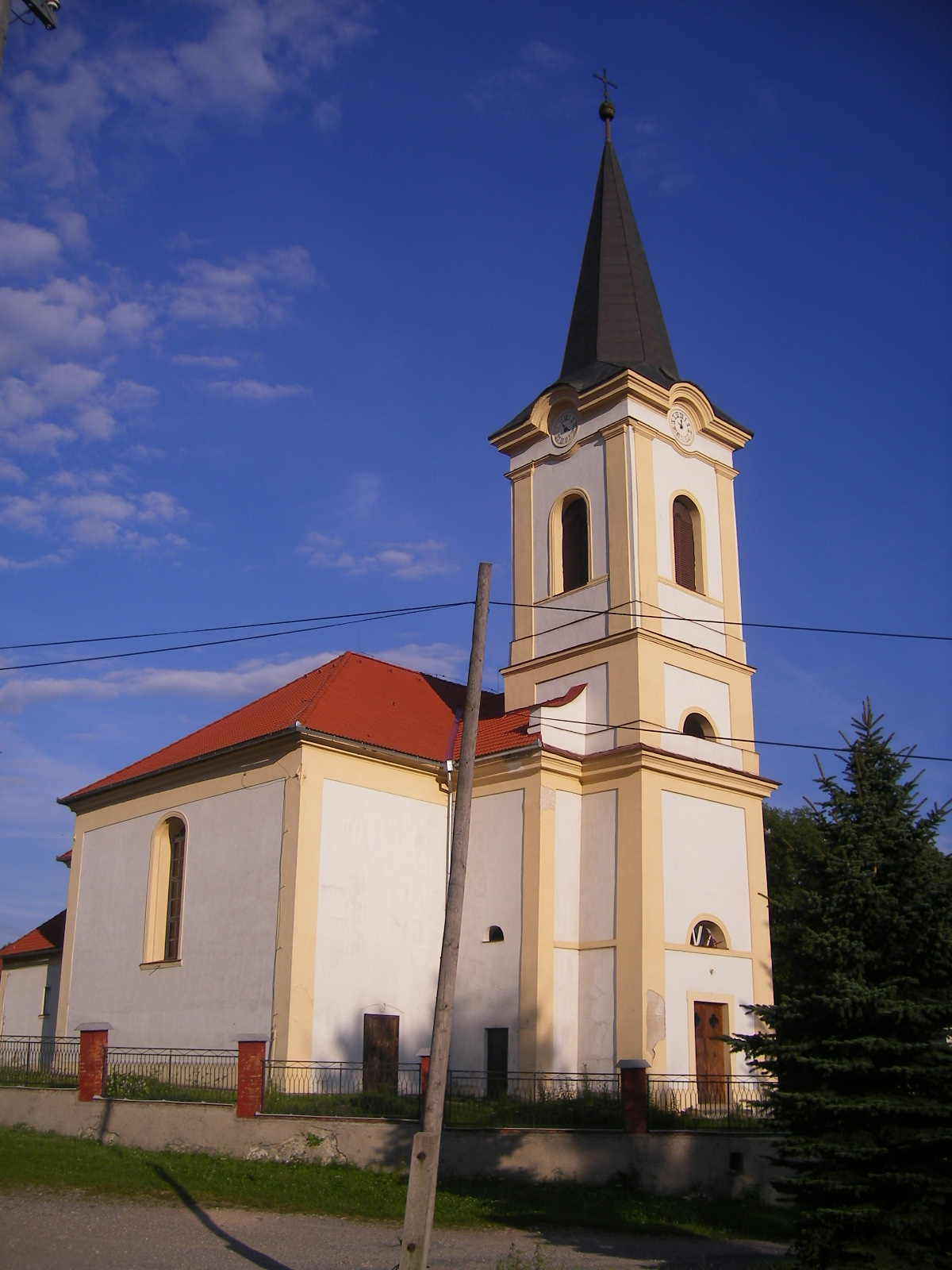
Katolikus templom
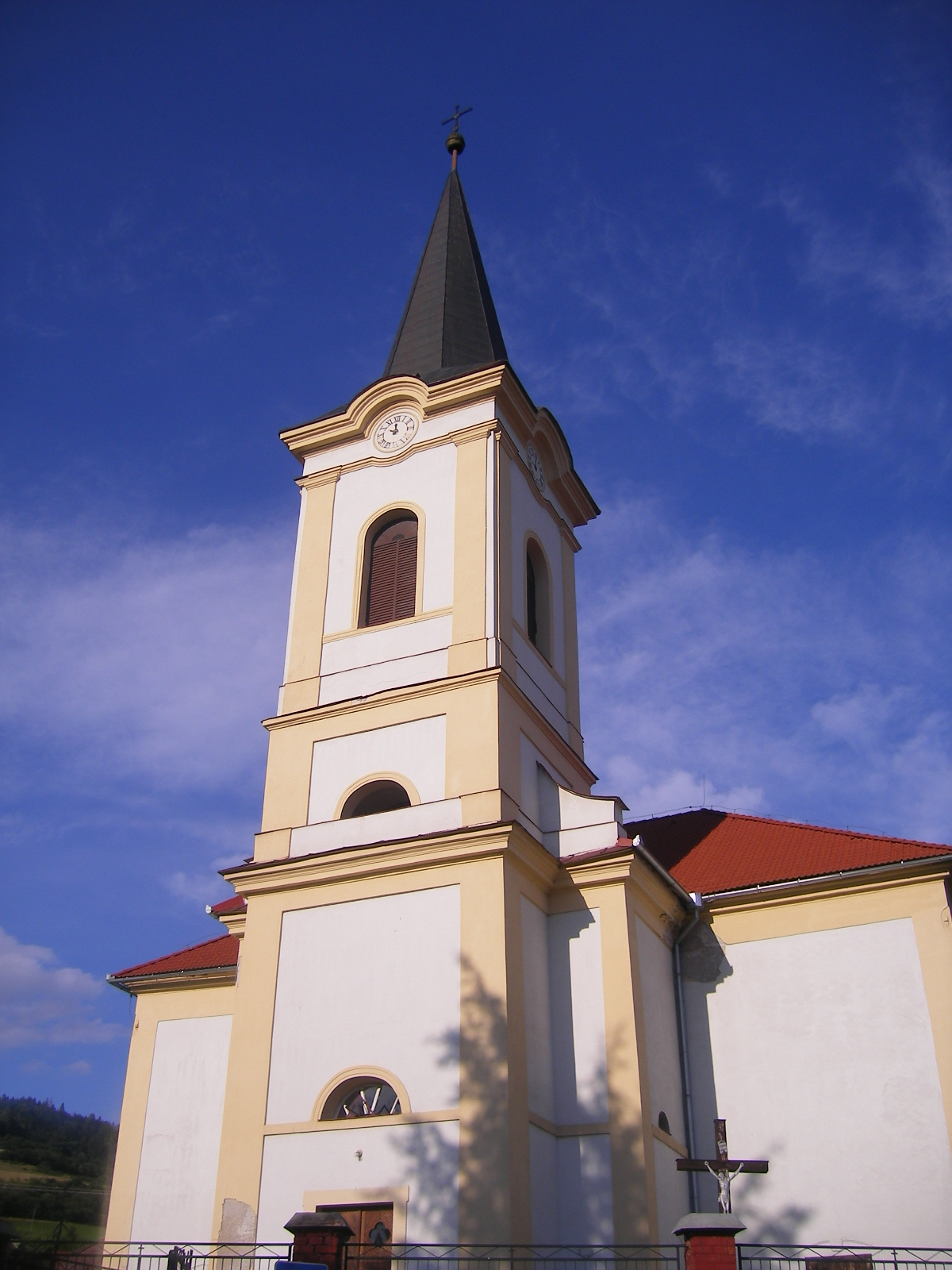
Katolikus templom
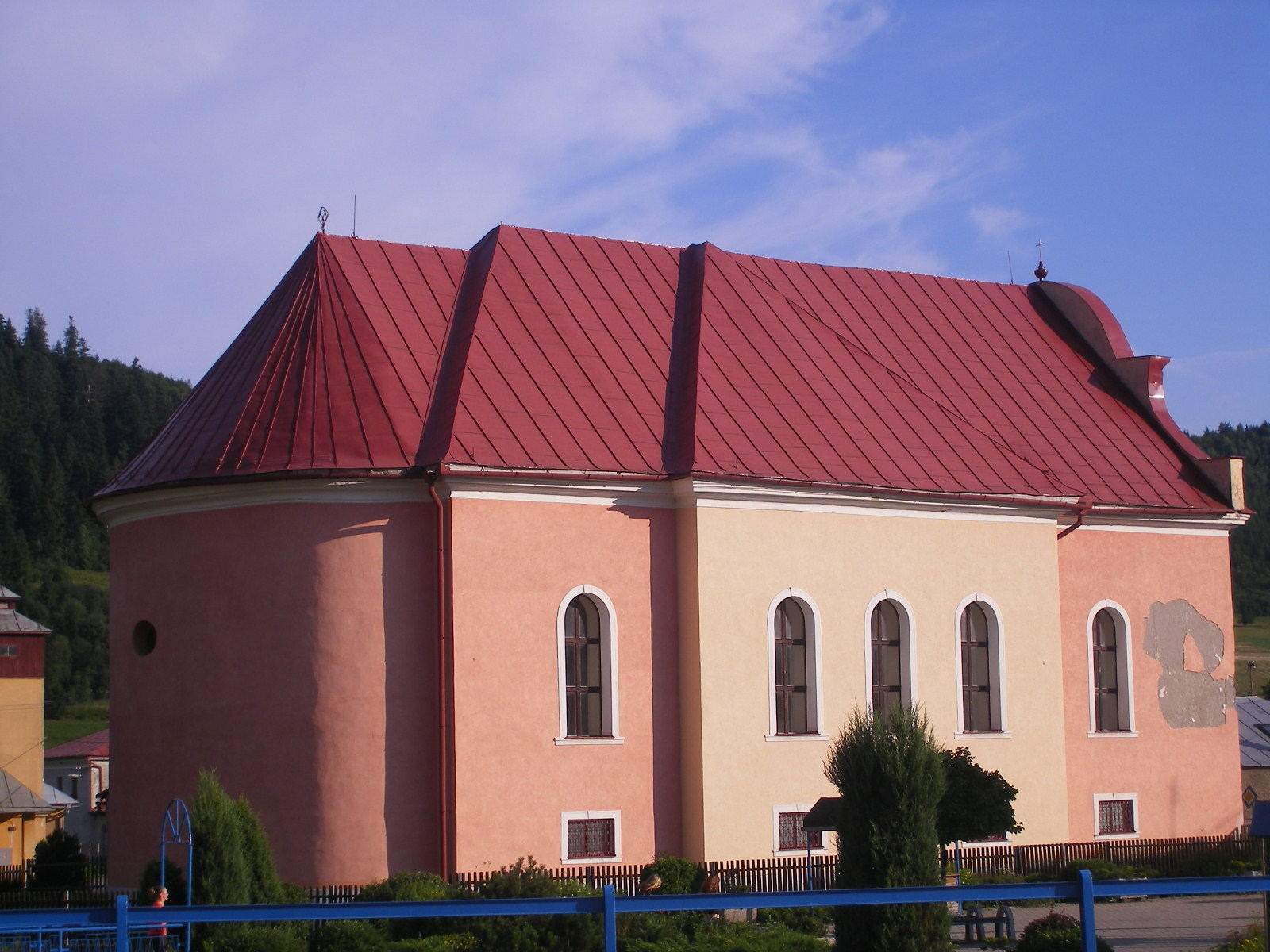
Evangélikus templom
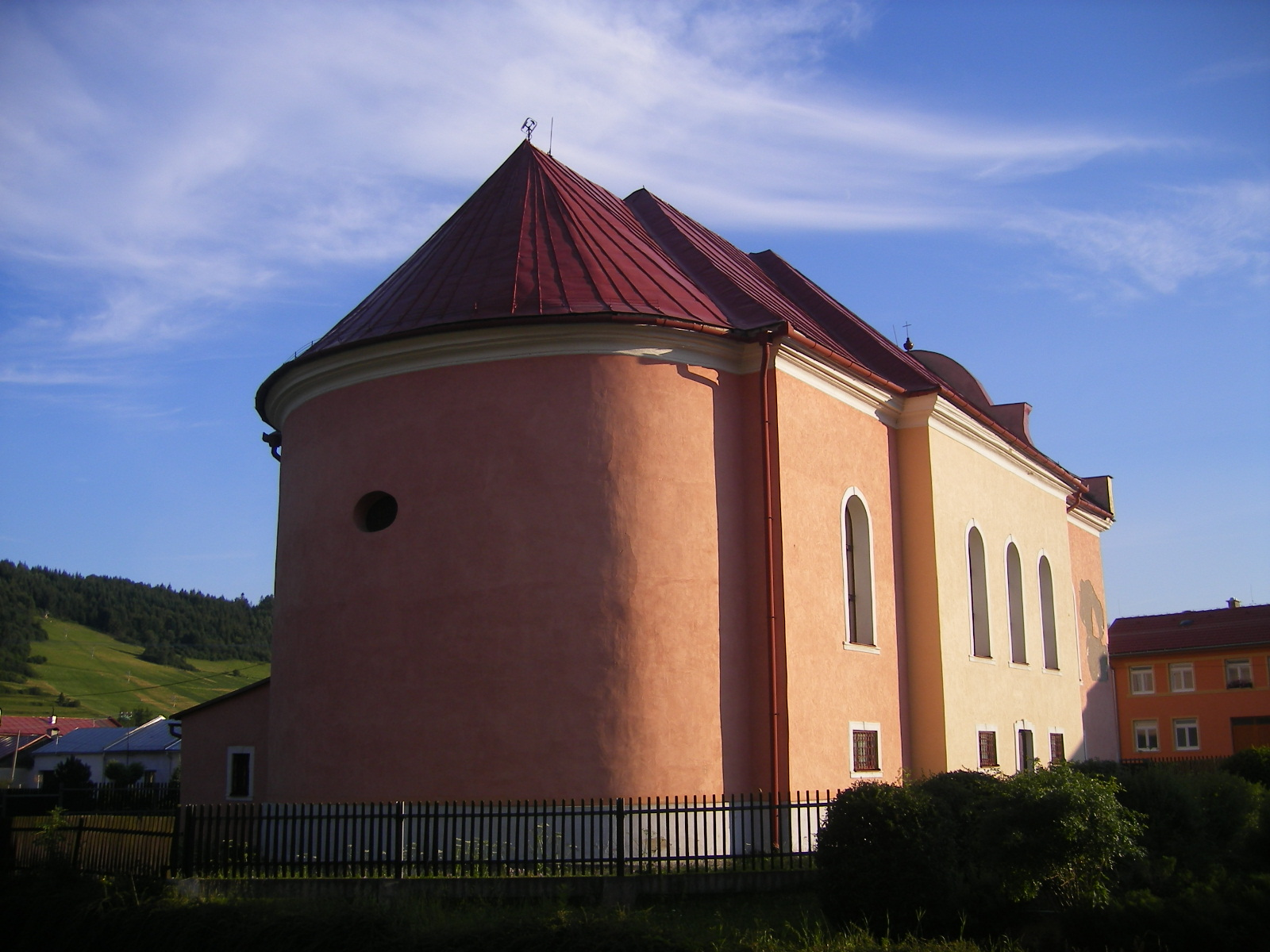
Evangélikus templom
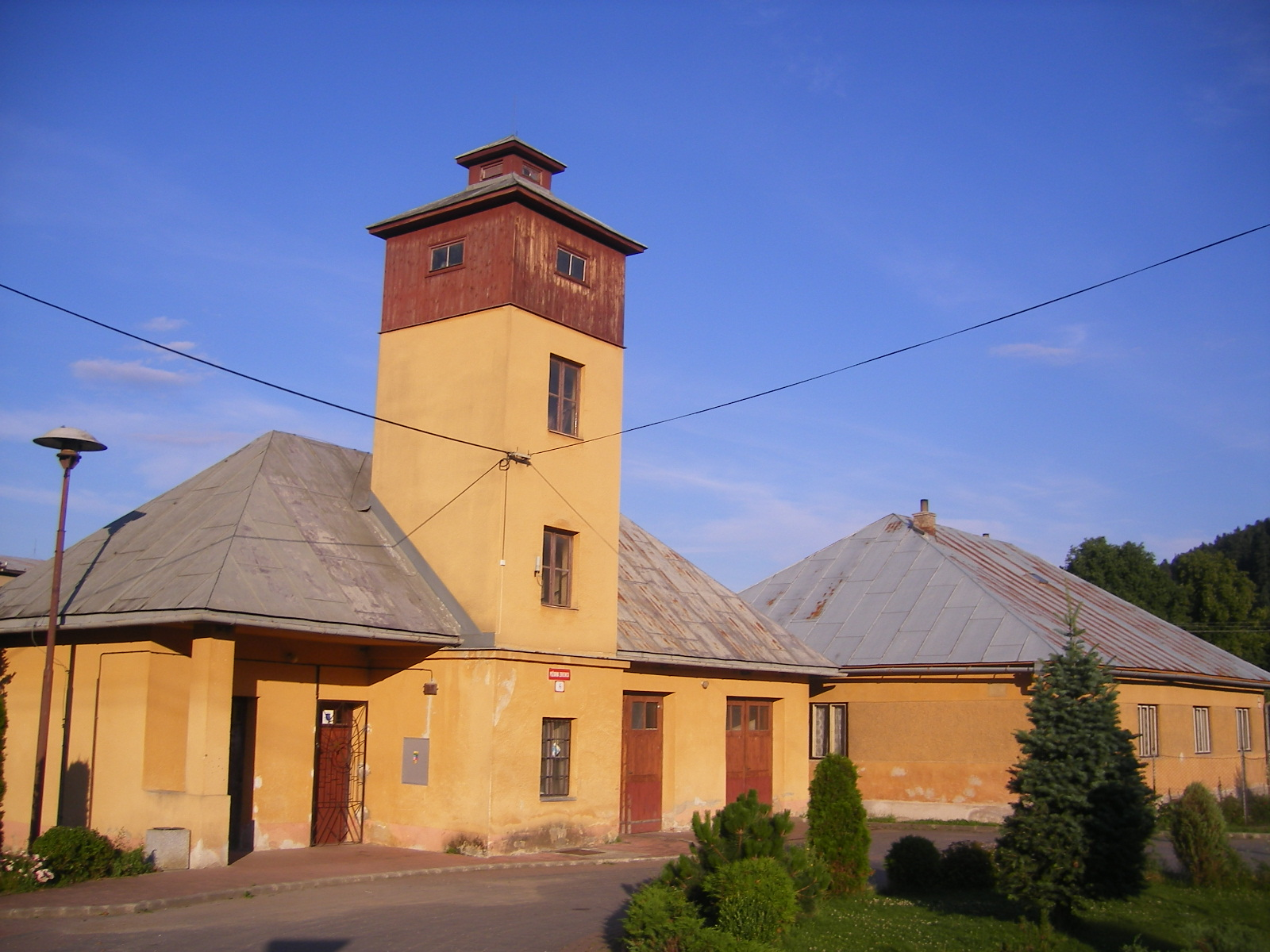
Tűzoltószertár
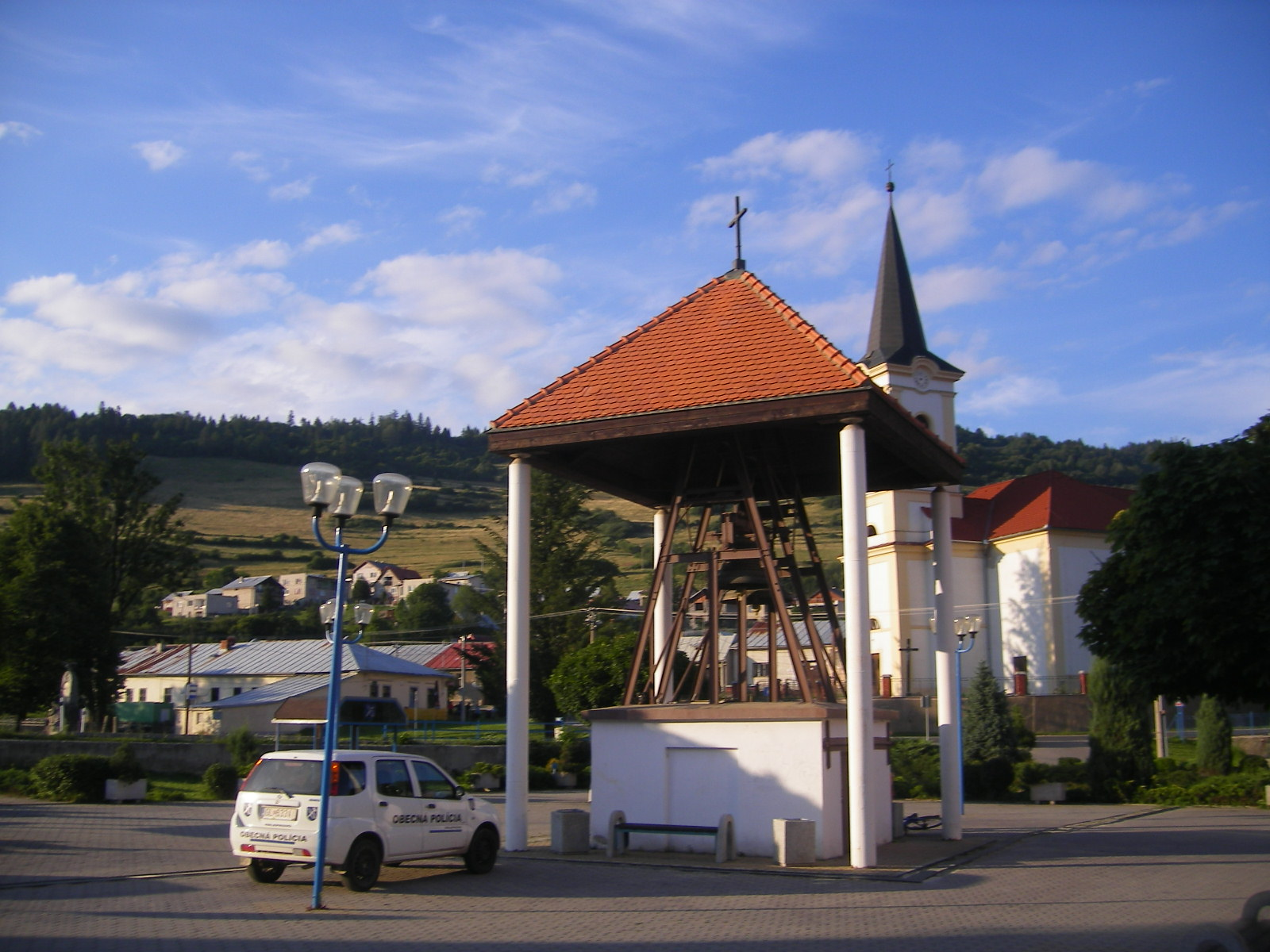
Harangláb a főtéren
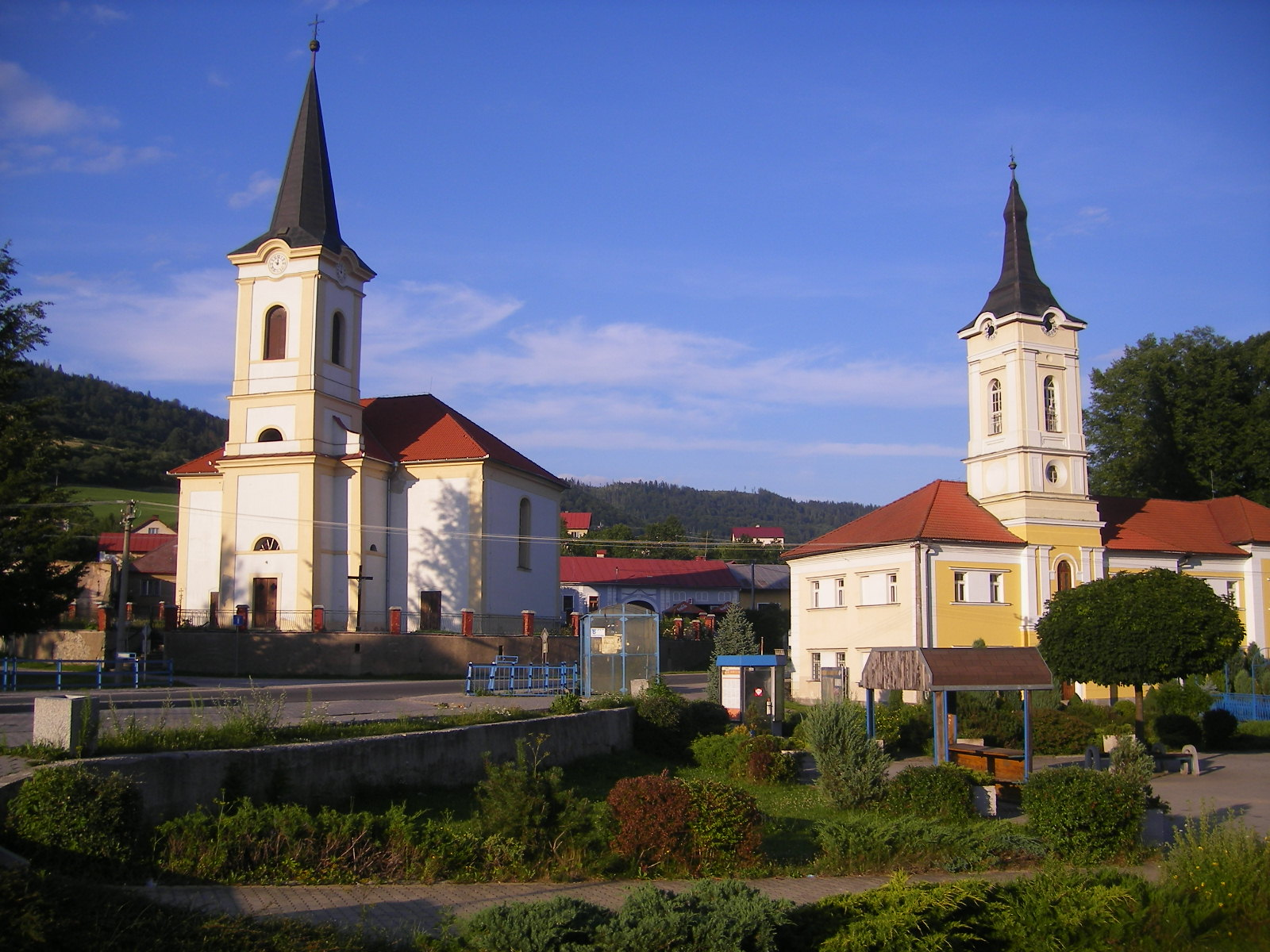
Főtér (háttérben az evangélikus templom)
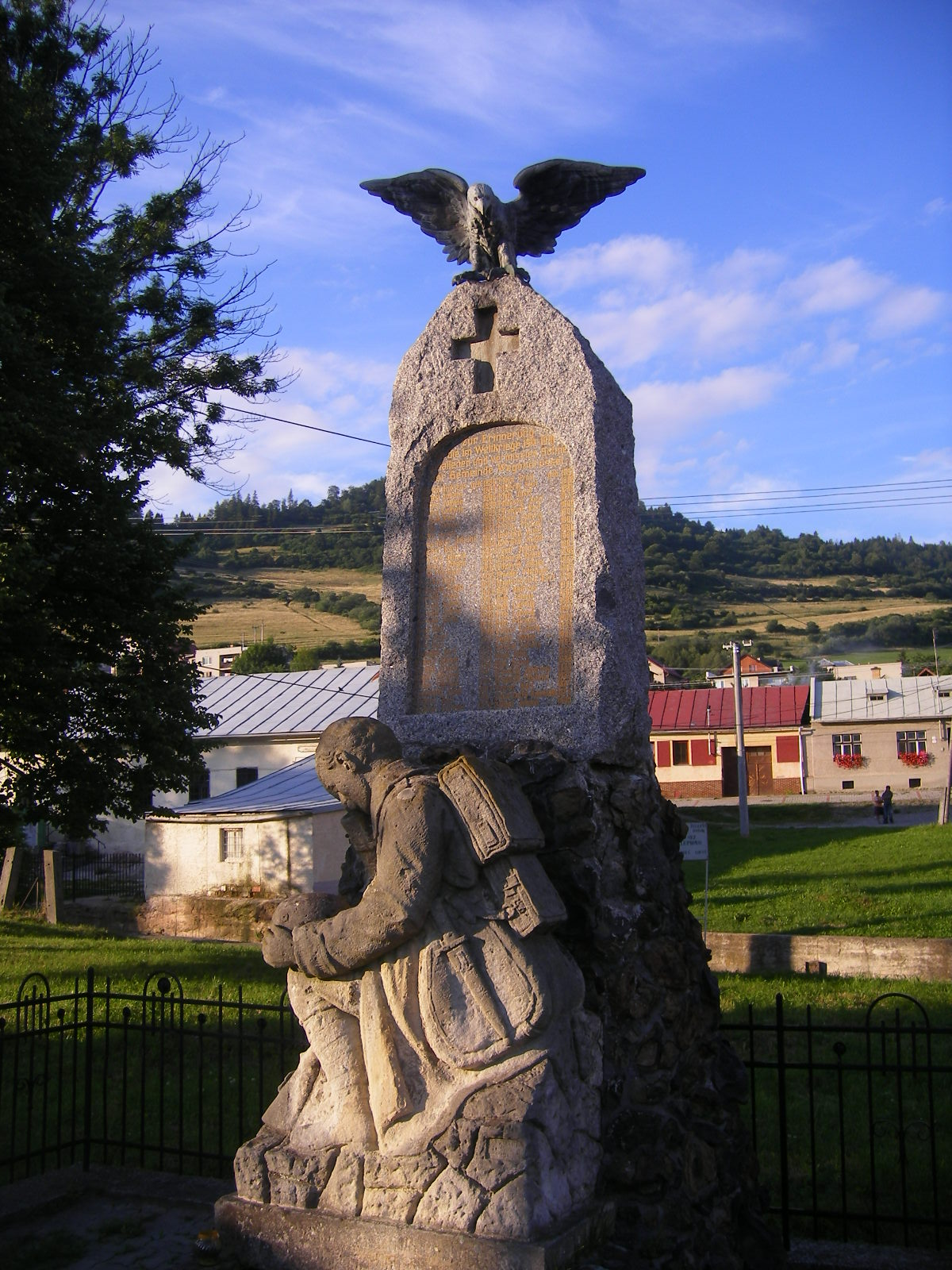
Világháborús emlékmű német felirattal
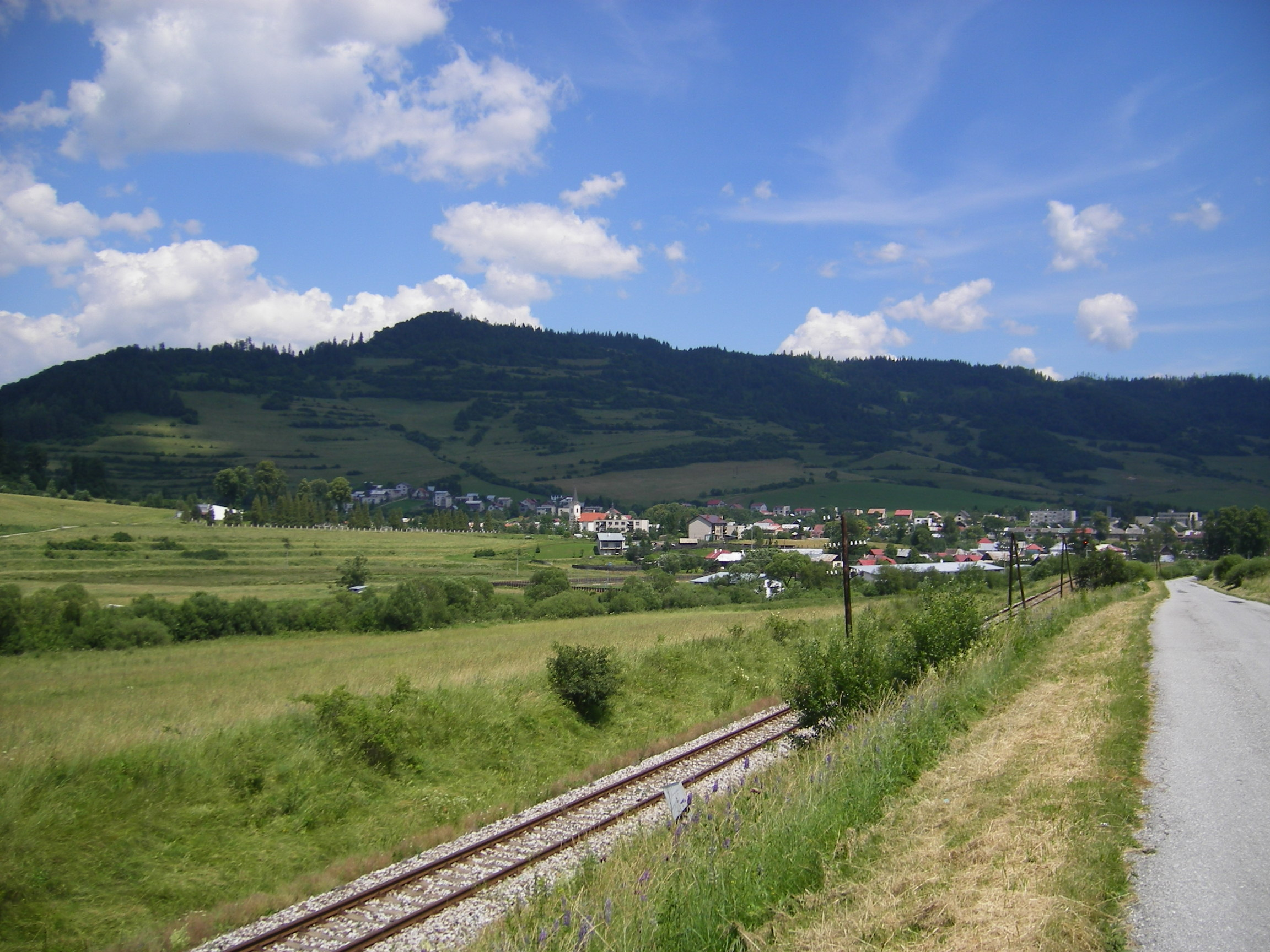
Merény látképe délnyugat felől
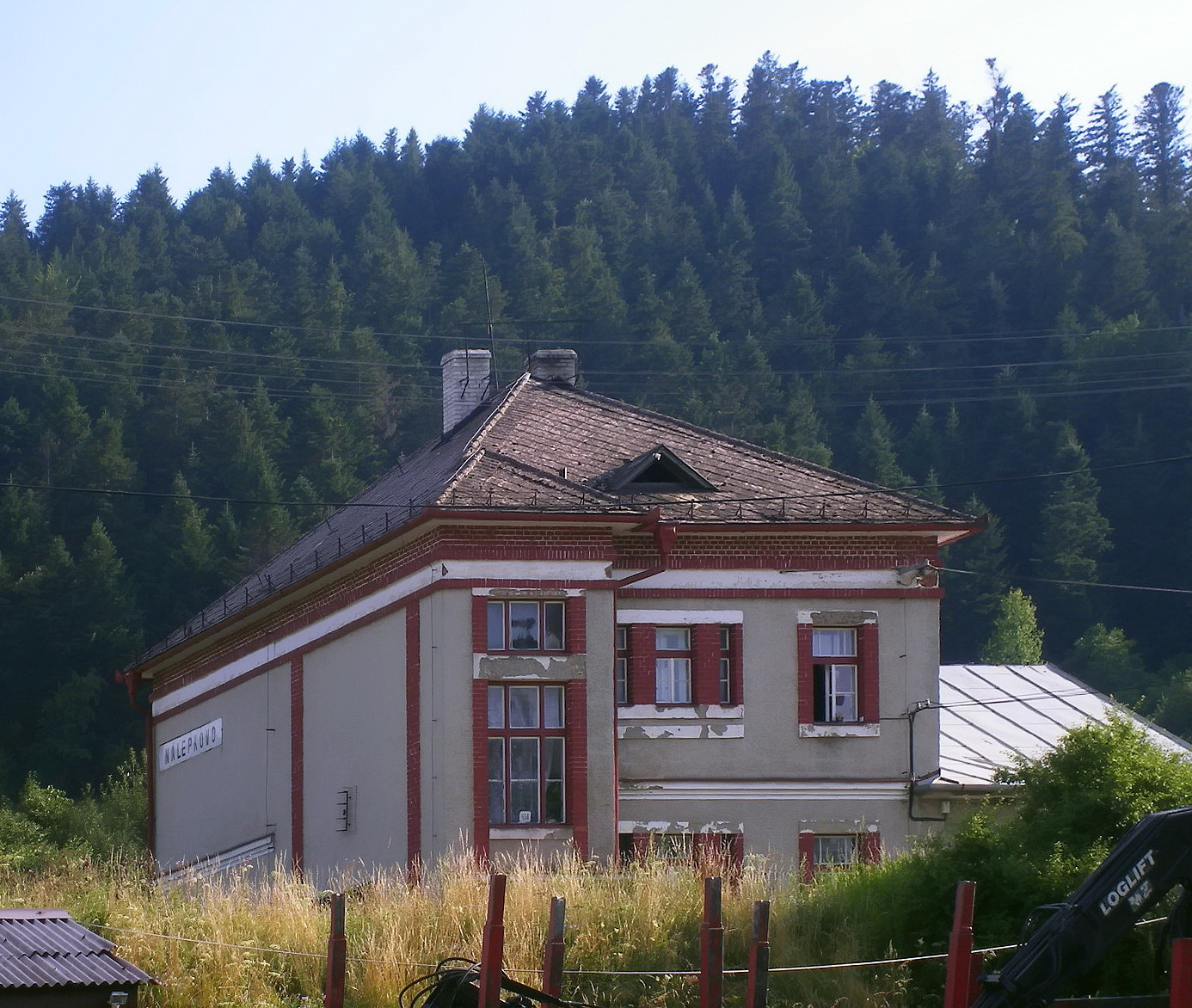
Vasútállomás
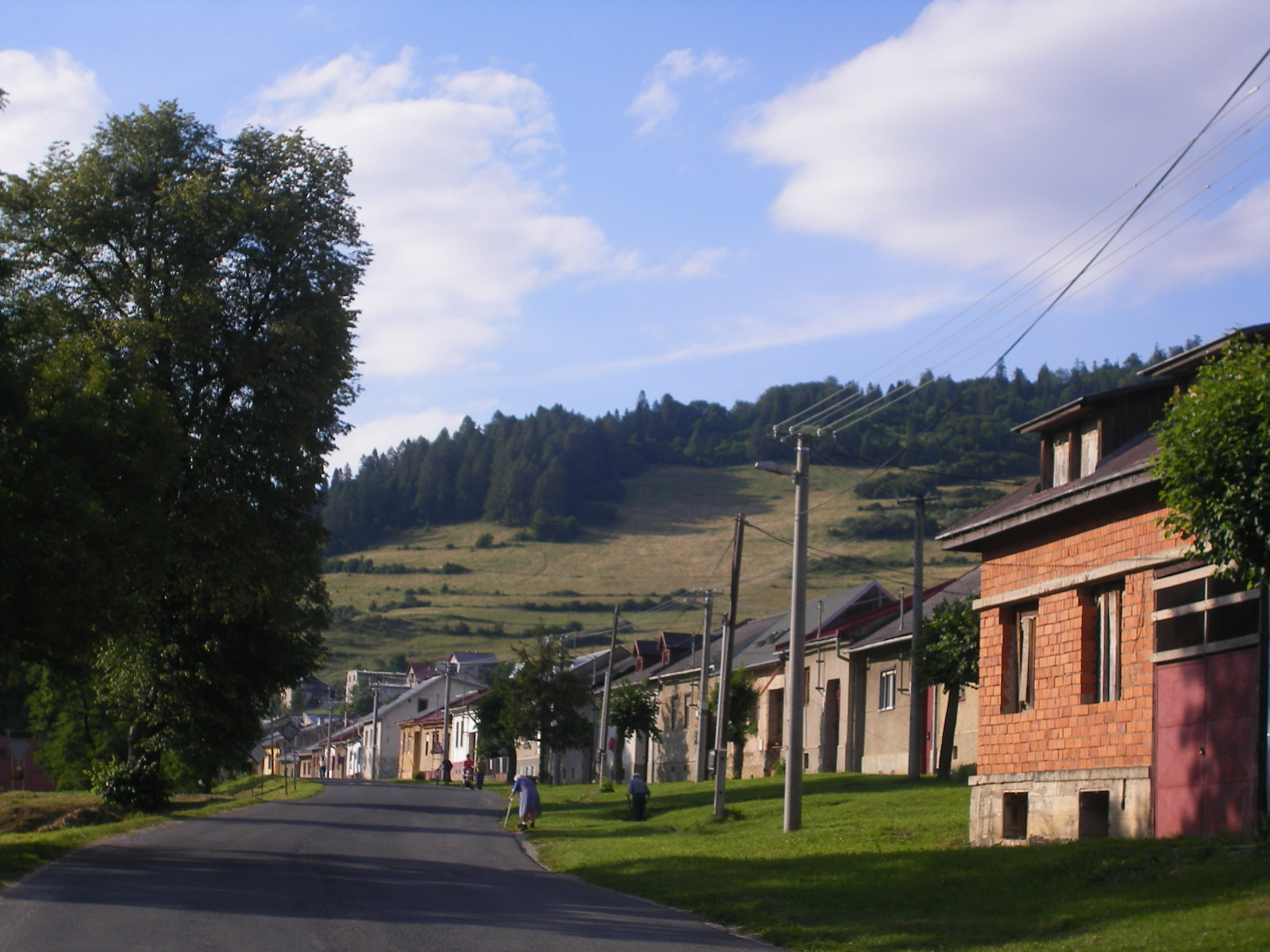
Merényi utcakép (Fő utca)
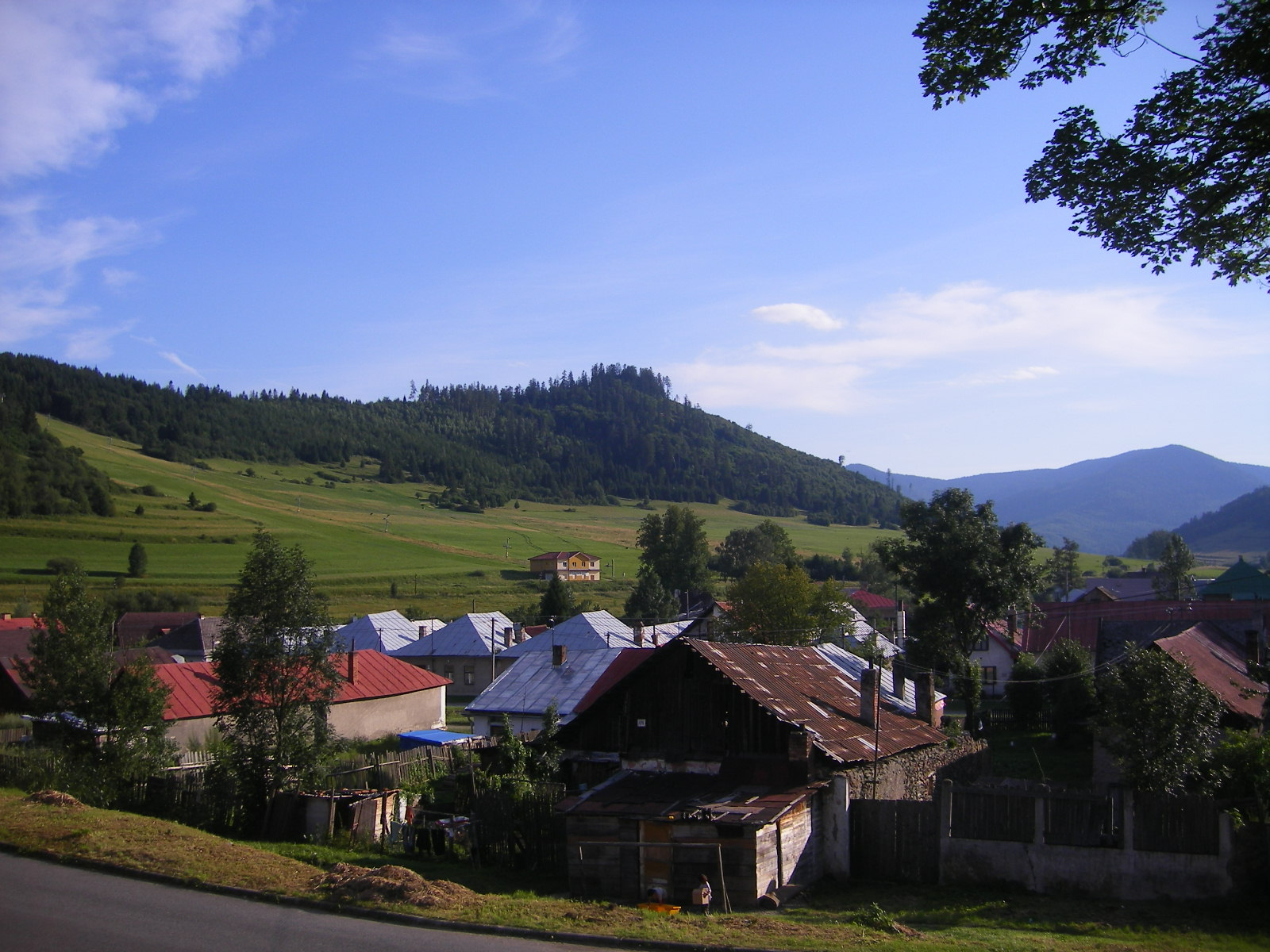
Merényi részlet
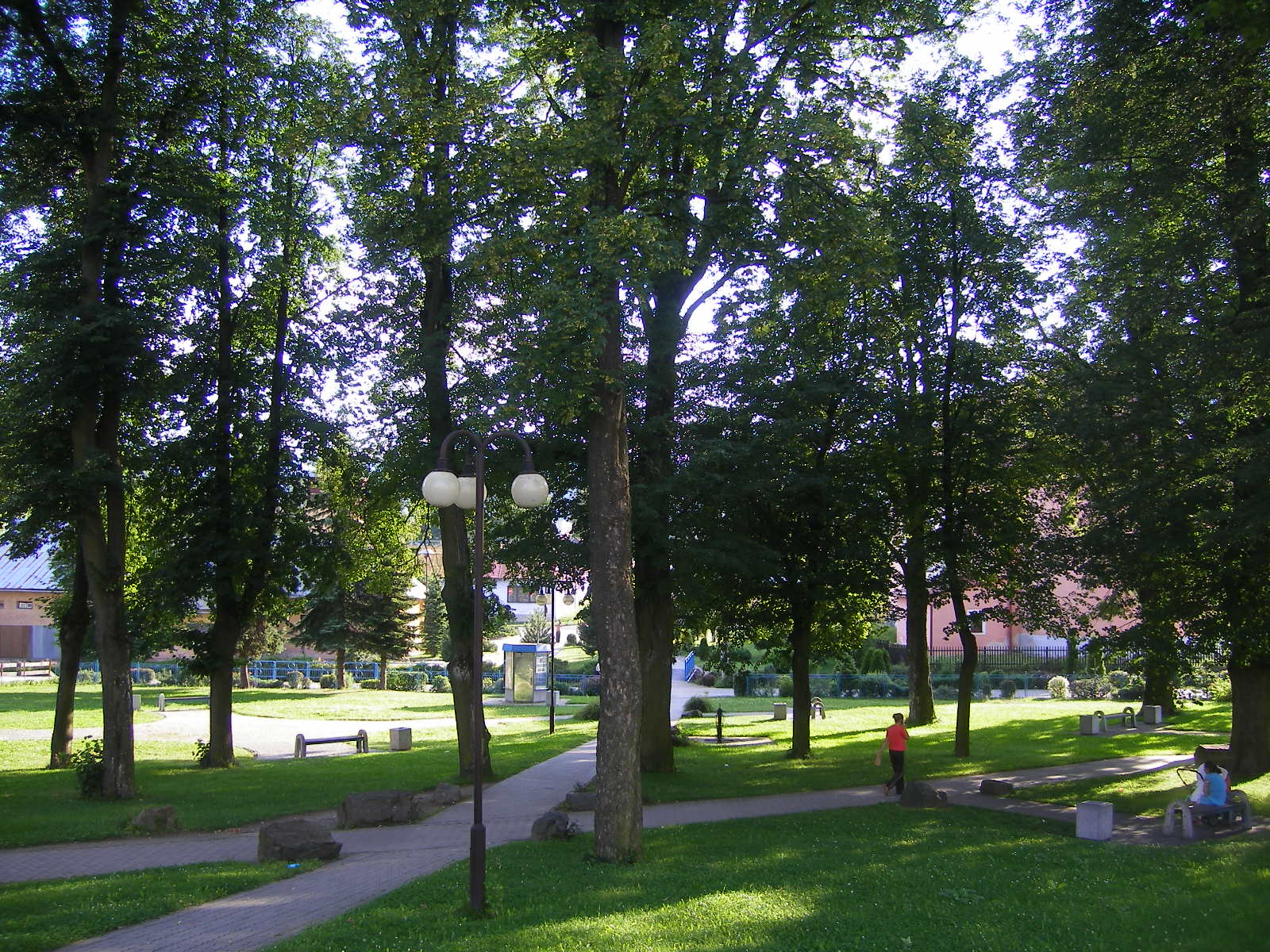
Park a községközpontban
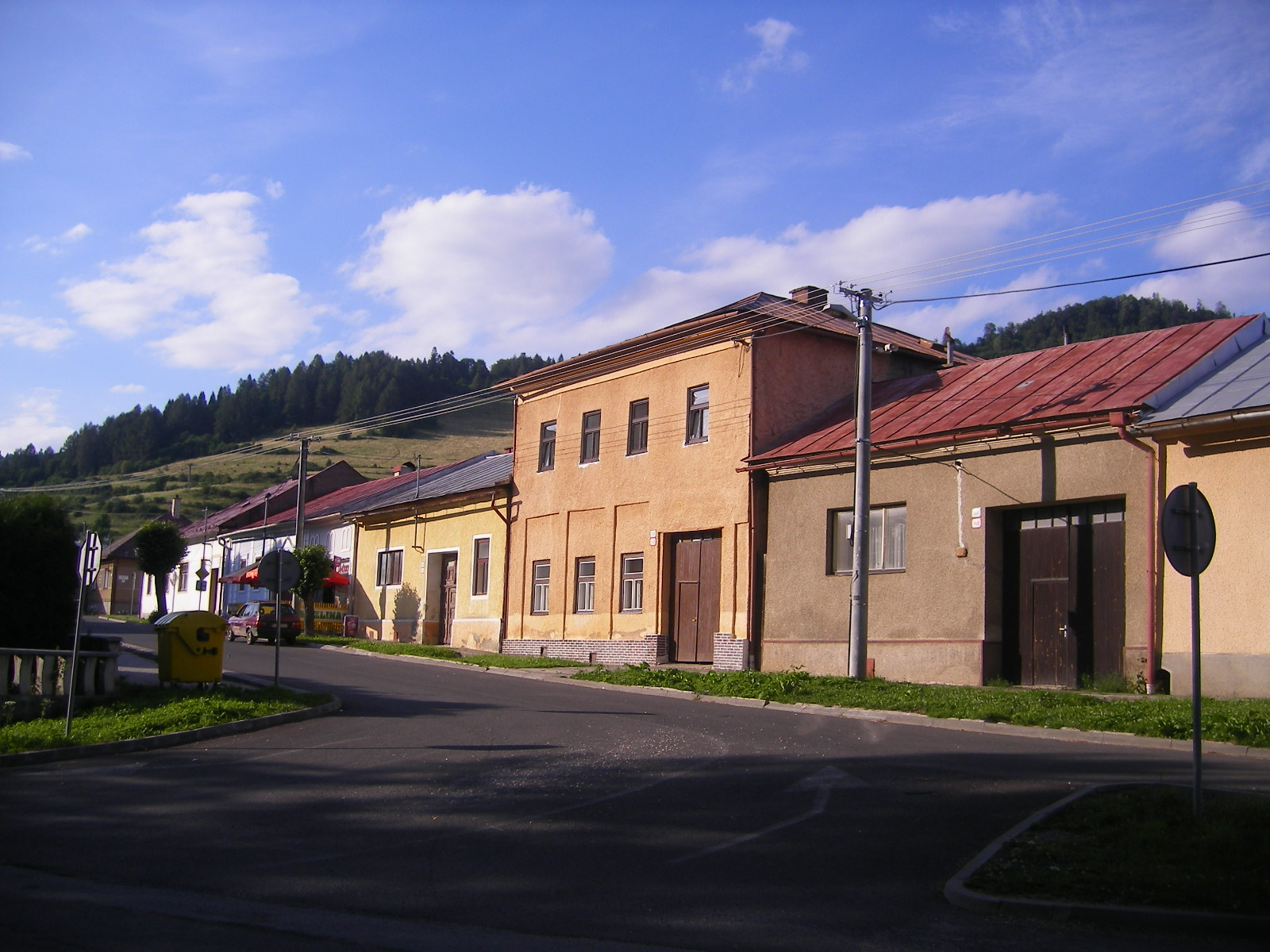
Utcakép (Letná utca)
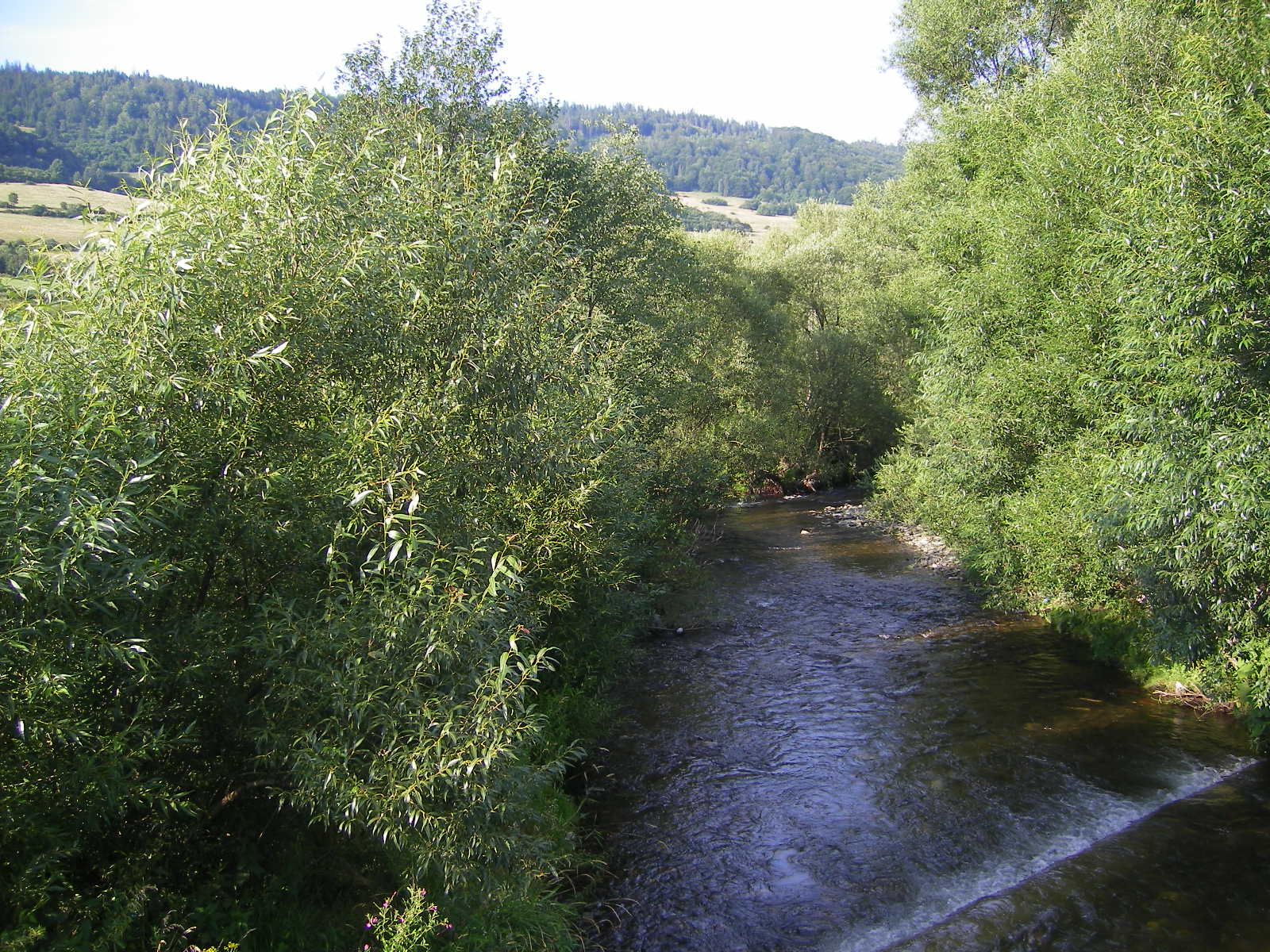
A Gölnic-folyó Merénynél
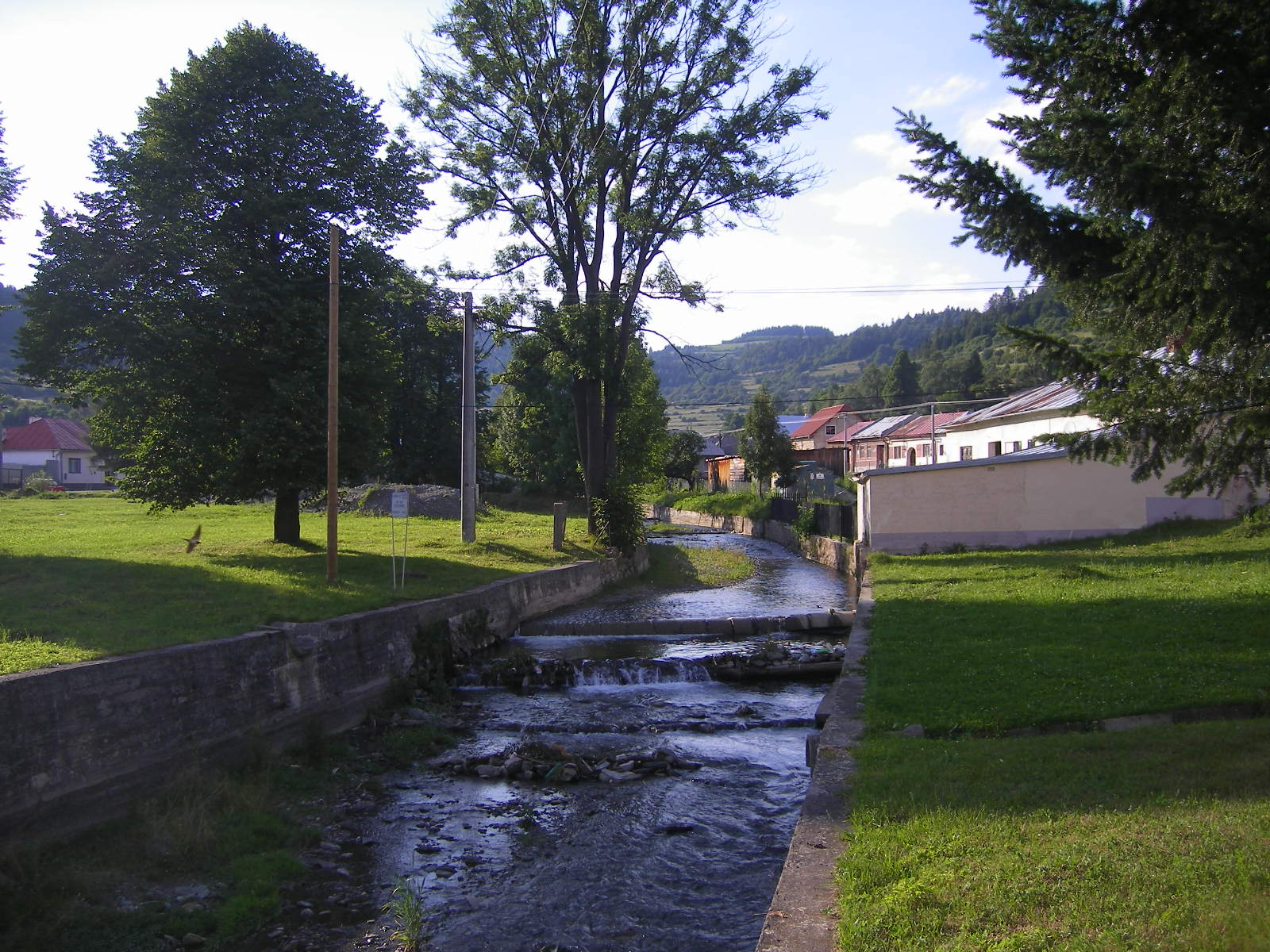
A Železný potok Merény központjában
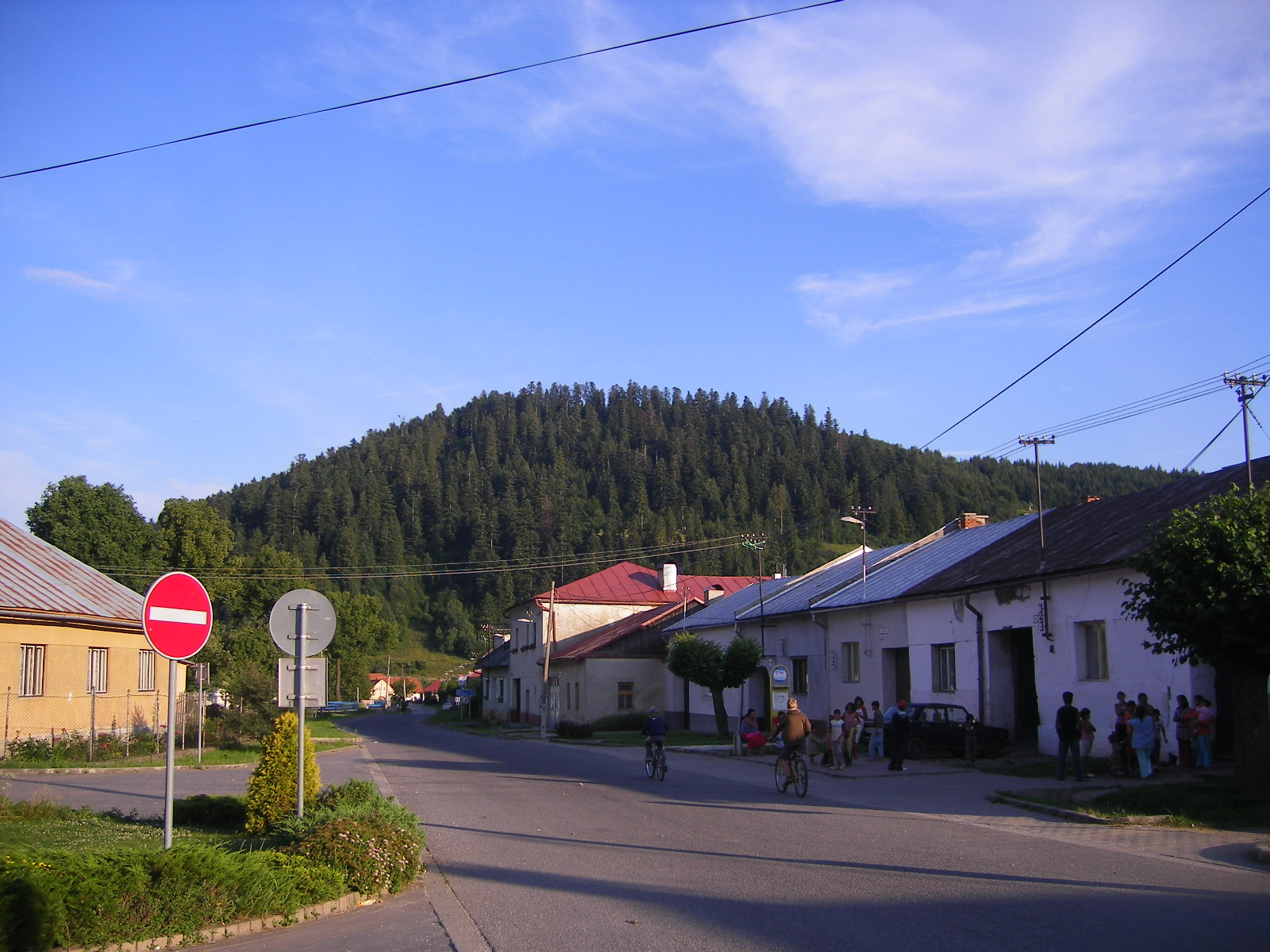
Utcakép
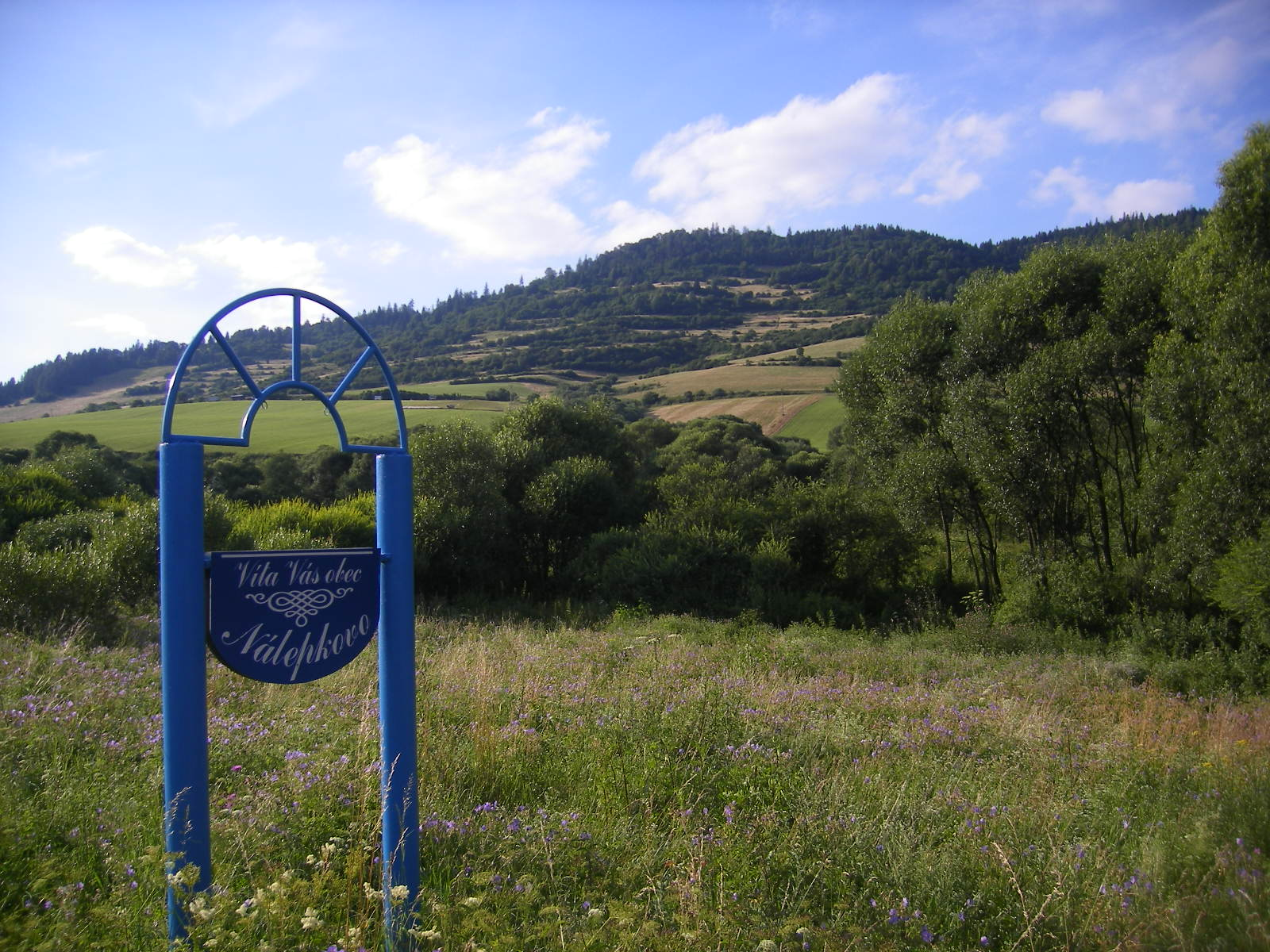
Üdvözlőtábla
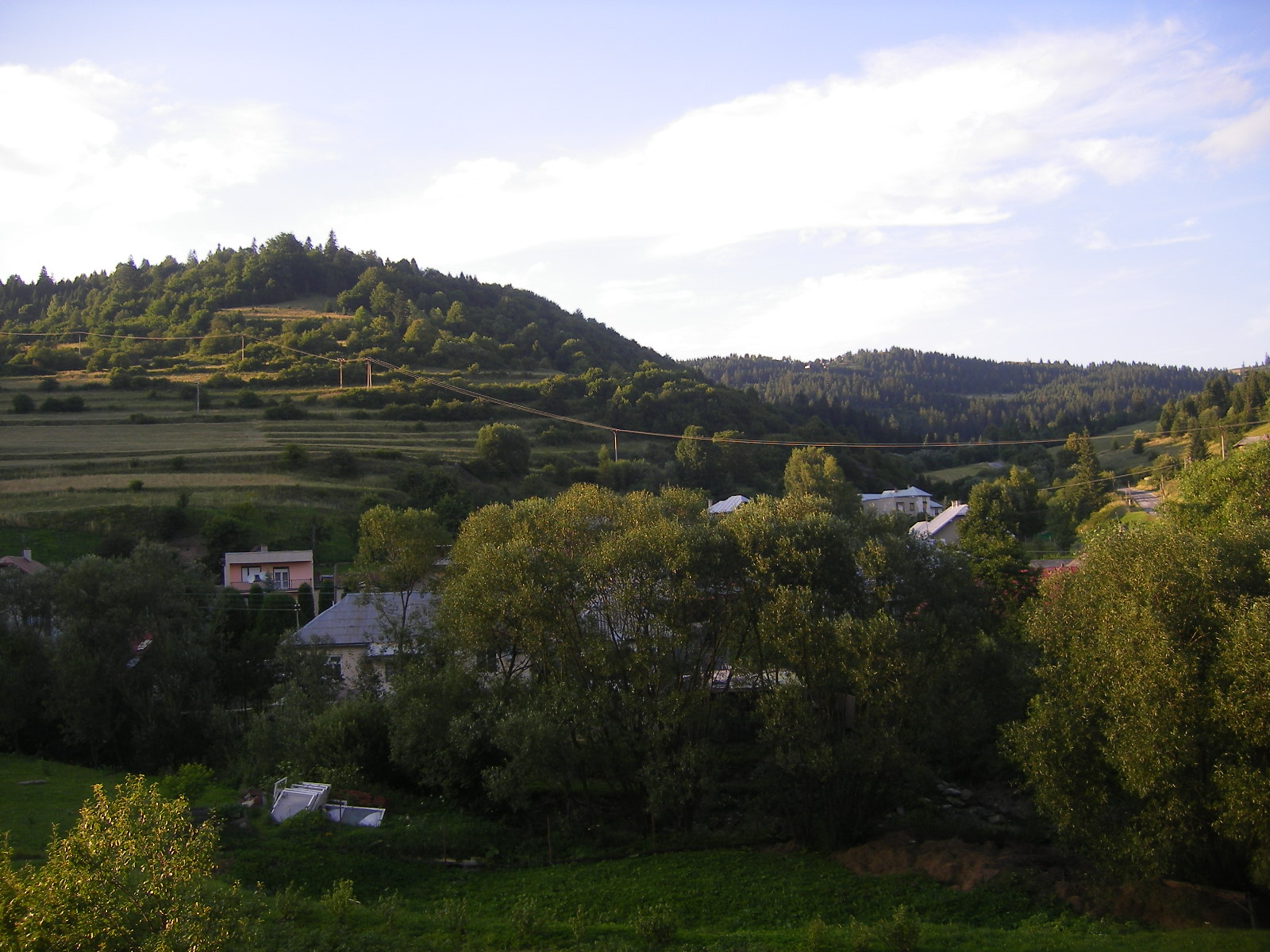
Tájkép a község északi részén
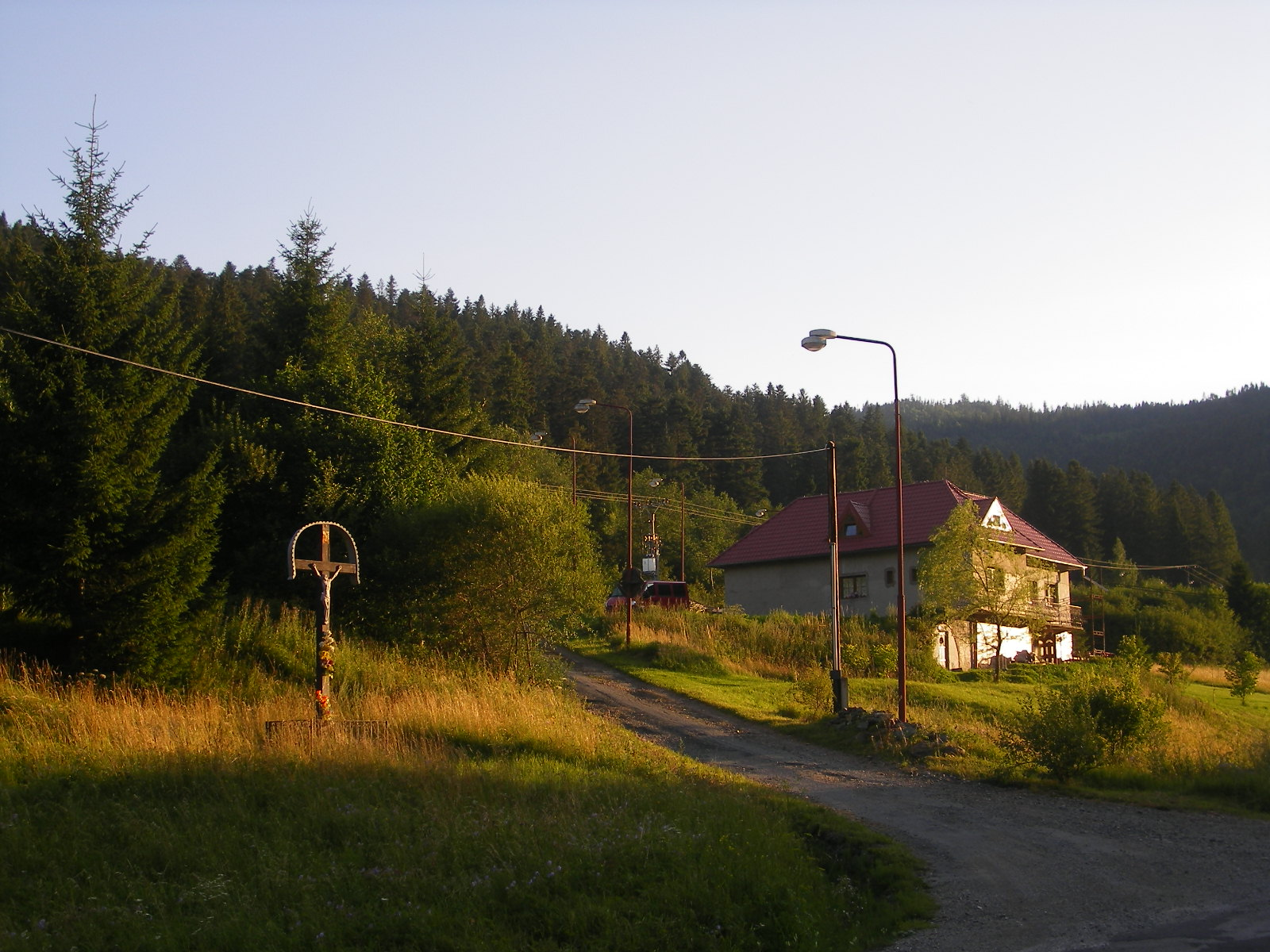
Tájkép Feketehegy közelében
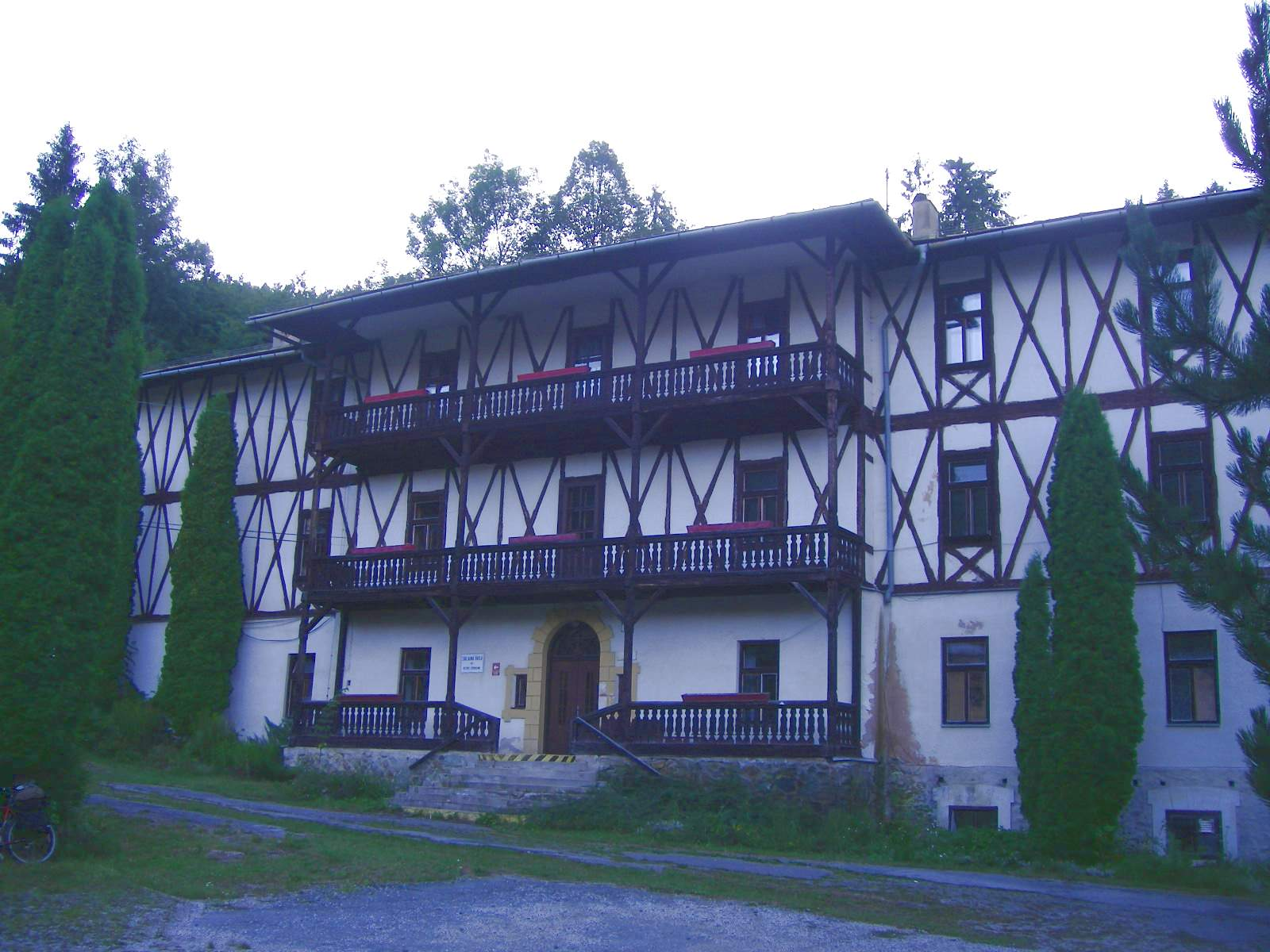
A feketehegyi szanatórium
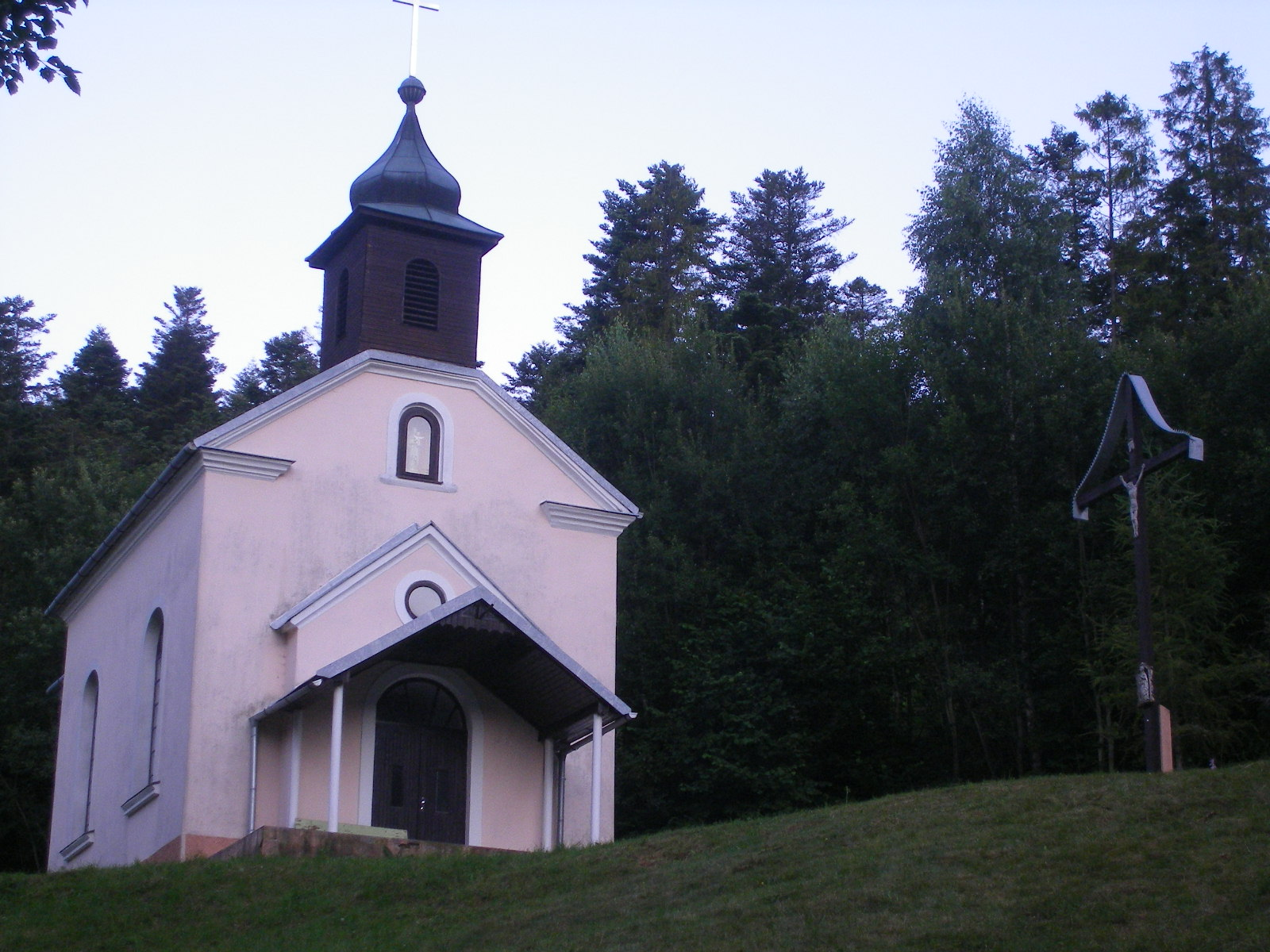
Kápolna Feketehegyen
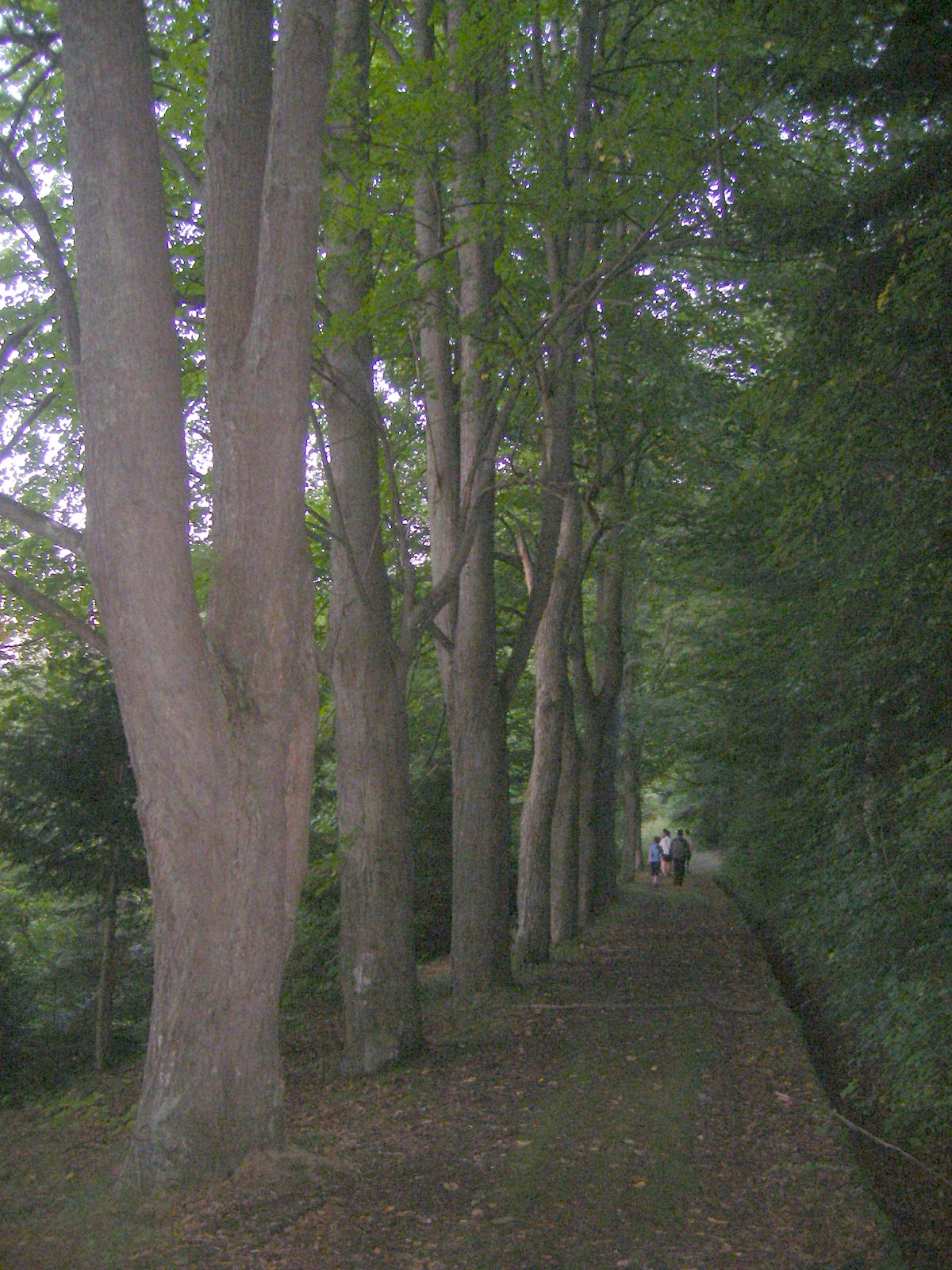
Régi fasor Feketehegyen